# Philipsburg (comté de Centre, Pennsylvanie)
Pour les articles homonymes, voir Philipsburg.
Philipsburg est un borough du comté de Centre en Pennsylvanie, aux États-Unis.
Sa population était de 2 770 habitants en 2010.

## Personnalité
- Robert-Lee Eskridge (1891-1975), peintre et illustrateur, y est né.